# Bopyrella inoi
Bopyrella inoi är en kräftdjursart som beskrevs av Sueo M. Shiino 1949. Bopyrella inoi ingår i släktet Bopyrella och familjen Bopyridae. Inga underarter finns listade i Catalogue of Life.